# بورت فيلا
هي عاصمة فانواتو وعاصمة محافظة شيفا.
تقع في الجانب الجنوبي من جزيرة فاتي والتي تسمى كذلك إيفاتي، تحوي على أكبر ميناء ومطار في البلاد. يقدر سكانها حسب إحصاء 2007 ب 40,000 نسمة.

## المناخ
يظهر الجدول التالي التغييرات المناخية على مدار السنة لبورت فيلا:
| البيانات المناخية لـبورت فيلا      | البيانات المناخية لـبورت فيلا | البيانات المناخية لـبورت فيلا | البيانات المناخية لـبورت فيلا | البيانات المناخية لـبورت فيلا | البيانات المناخية لـبورت فيلا | البيانات المناخية لـبورت فيلا | البيانات المناخية لـبورت فيلا | البيانات المناخية لـبورت فيلا | البيانات المناخية لـبورت فيلا | البيانات المناخية لـبورت فيلا | البيانات المناخية لـبورت فيلا | البيانات المناخية لـبورت فيلا | البيانات المناخية لـبورت فيلا |
| الشهر                              | يناير                         | فبراير                        | مارس                          | أبريل                         | مايو                          | يونيو                         | يوليو                         | أغسطس                         | سبتمبر                        | أكتوبر                        | نوفمبر                        | ديسمبر                        | المعدل السنوي                 |
| ---------------------------------- | ----------------------------- | ----------------------------- | ----------------------------- | ----------------------------- | ----------------------------- | ----------------------------- | ----------------------------- | ----------------------------- | ----------------------------- | ----------------------------- | ----------------------------- | ----------------------------- | ----------------------------- |
| الدرجة القصوى °م (°ف)              | 35.0 (95.0)                   | 33.9 (93.0)                   | 33.5 (92.3)                   | 32.5 (90.5)                   | 31.1 (88.0)                   | 32.0 (89.6)                   | 34.3 (93.7)                   | 32.0 (89.6)                   | 31.5 (88.7)                   | 31.2 (88.2)                   | 33.0 (91.4)                   | 35.6 (96.1)                   | 35.6 (96.1)                   |
| متوسط درجة الحرارة الكبرى °م (°ف)  | 31.3 (88.3)                   | 31.2 (88.2)                   | 30.8 (87.4)                   | 29.9 (85.8)                   | 28.8 (83.8)                   | 27.4 (81.3)                   | 26.4 (79.5)                   | 27.0 (80.6)                   | 27.7 (81.9)                   | 28.5 (83.3)                   | 29.2 (84.6)                   | 30.7 (87.3)                   | 29.1 (84.4)                   |
| المتوسط اليومي °م (°ف)             | 26.4 (79.5)                   | 26.5 (79.7)                   | 26.3 (79.3)                   | 25.3 (77.5)                   | 24.1 (75.4)                   | 23.0 (73.4)                   | 22.1 (71.8)                   | 22.0 (71.6)                   | 22.7 (72.9)                   | 23.4 (74.1)                   | 24.6 (76.3)                   | 25.7 (78.3)                   | 24.3 (75.7)                   |
| متوسط درجة الحرارة الصغرى °م (°ف)  | 22.5 (72.5)                   | 23.0 (73.4)                   | 22.6 (72.7)                   | 22.0 (71.6)                   | 20.2 (68.4)                   | 19.8 (67.6)                   | 18.2 (64.8)                   | 18.0 (64.4)                   | 18.4 (65.1)                   | 19.6 (67.3)                   | 20.7 (69.3)                   | 21.7 (71.1)                   | 20.5 (68.9)                   |
| أدنى درجة حرارة °م (°ف)            | 15.8 (60.4)                   | 15.0 (59.0)                   | 16.3 (61.3)                   | 14.5 (58.1)                   | 13.4 (56.1)                   | 10.0 (50.0)                   | 8.5 (47.3)                    | 10.0 (50.0)                   | 9.9 (49.8)                    | 11.0 (51.8)                   | 12.6 (54.7)                   | 15.2 (59.4)                   | 8.5 (47.3)                    |
| الهطول مم (إنش)                    | 316.1 (12.44)                 | 273.7 (10.78)                 | 320.9 (12.63)                 | 255.2 (10.05)                 | 210.3 (8.28)                  | 180.0 (7.09)                  | 94.4 (3.72)                   | 87.4 (3.44)                   | 87.3 (3.44)                   | 134.1 (5.28)                  | 192.3 (7.57)                  | 187.2 (7.37)                  | 2٬338٫9 (92.08)               |
| متوسط أيام هطول الأمطار (≥ 1.0 mm) | 15.4                          | 16.6                          | 18.5                          | 17.1                          | 12.9                          | 11.3                          | 10.3                          | 9.8                           | 8.1                           | 8.4                           | 12.1                          | 13.2                          | 153.5                         |
| متوسط الرطوبة النسبية (%)          | 84                            | 85                            | 86                            | 87                            | 85                            | 85                            | 83                            | 82                            | 80                            | 81                            | 82                            | 83                            | 84                            |
| ساعات سطوع الشمس الشهرية           | 220.1                         | 155.4                         | 198.4                         | 165.0                         | 170.5                         | 162.0                         | 148.8                         | 167.4                         | 174.0                         | 198.4                         | 180.0                         | 195.3                         | 2٬135٫3                       |
| ساعات سطوع الشمس اليومية           | 7.1                           | 5.5                           | 6.4                           | 5.5                           | 5.5                           | 5.4                           | 4.8                           | 5.4                           | 5.8                           | 6.4                           | 6.0                           | 6.3                           | 5.8                           |
| المصدر: الأرصاد الجوية الألمانية   |                               |                               |                               |                               |                               |                               |                               |                               |                               |                               |                               |                               |                               |

## توأمة
لبورت فيلا اتفاقيات توأمة مع:
- شانغهاي (1994 - )

## أعلام
- كالكوت ماتاسكيليكيلي
- بالدوين لونسديل
- إدوارد ناتابي
- لينكي فريد
- غيليس باربييه
- جاكي روبن
- فيليب بويدورو